# 九丹
九丹（1968年2月8日—），本名朱子屏，江蘇扬州人。1990年从中国新闻学院毕业，在广西担任报社记者，后辞职来到北京，成立了一家企业，承包北京电影学院电视片部。1995年留学新加坡，2000年回国，在北京一家周刊社做记者，业余时间从事创作。代表作品《烏鴉》。

## 作品列表
- 漂泊女人 2000
- 乌鸦 2001
- 九丹长篇小说系列　2001
- 漂泊女人 2001
- 新加坡情人 Singapore Lover　2002
- 武汉　2002
- 女人床 2002
- 凤凰　2003
- 音不准 九丹评论中国十大文化男人 2003
- 你喜不喜欢我 2005
- 小女人　2005

## 爭議
九丹二十四万字的小说《乌鸦》副标题是“我的另类留学生活”，描述一群怀着绿卡梦的中國女孩，在新加坡卖淫的另类留学生涯。书出版后，中国大陆的《人民日报》文学版于5月29日发表《九丹一直跟我说“忏悔”》一文，接着各地就讨论不断，其中批评《乌鸦》和九丹的声音略占上风。。